# Rezolucja Rady Bezpieczeństwa ONZ nr 115
Rezolucja Rady Bezpieczeństwa ONZ nr 115 została przyjęta jednomyślnie 20 czerwca 1956 r.
Po przeanalizowaniu wniosku Maroka o członkostwo w Organizacji Narodów Zjednoczonych, Rada zaleciła Zgromadzeniu Ogólnemu przyjęcie tego państwa do swojego grona.

## Źródło
- UNSCR - Resolution 115